# MLA-1
MLA-1は、イタリアのマイクロラムダ（Microlambda）社が開発した2次元レーダー。なおマイクロラムダ社は、イタリアのフィンメッカニカ社とアメリカ合衆国のレイセオン社による合弁企業である。
第二次世界大戦後のイタリアで初めて開発された艦載レーダーである。「MLA」は対空捜索レーダーを表す符号であり、航法用であれば「MLN」、火器管制用であれば「MLT」が付されていた。アンテナ部はパラボラ型とされていたが、その反射板はアメリカ合衆国のAN/SPS-6に類似していた。

## 採用国と搭載艦
イタリア海軍
- カノーポ級フリゲート（AN/SPS-6へ後日換装）

 スペイン海軍
- リニエルス級駆逐艦
- アウダス級駆逐艦
- ピサロ級フリゲート

 ポルトガル海軍
- ディエゴ・ゴメス級フリゲート (旧英リバー級)
- アルミランテ型フリゲート
- ジョアン・コーチニョ級コルベット

 ベネズエラ海軍
- アルミランテ・クレメンテ級駆逐艦